# 윈더미어 주전자

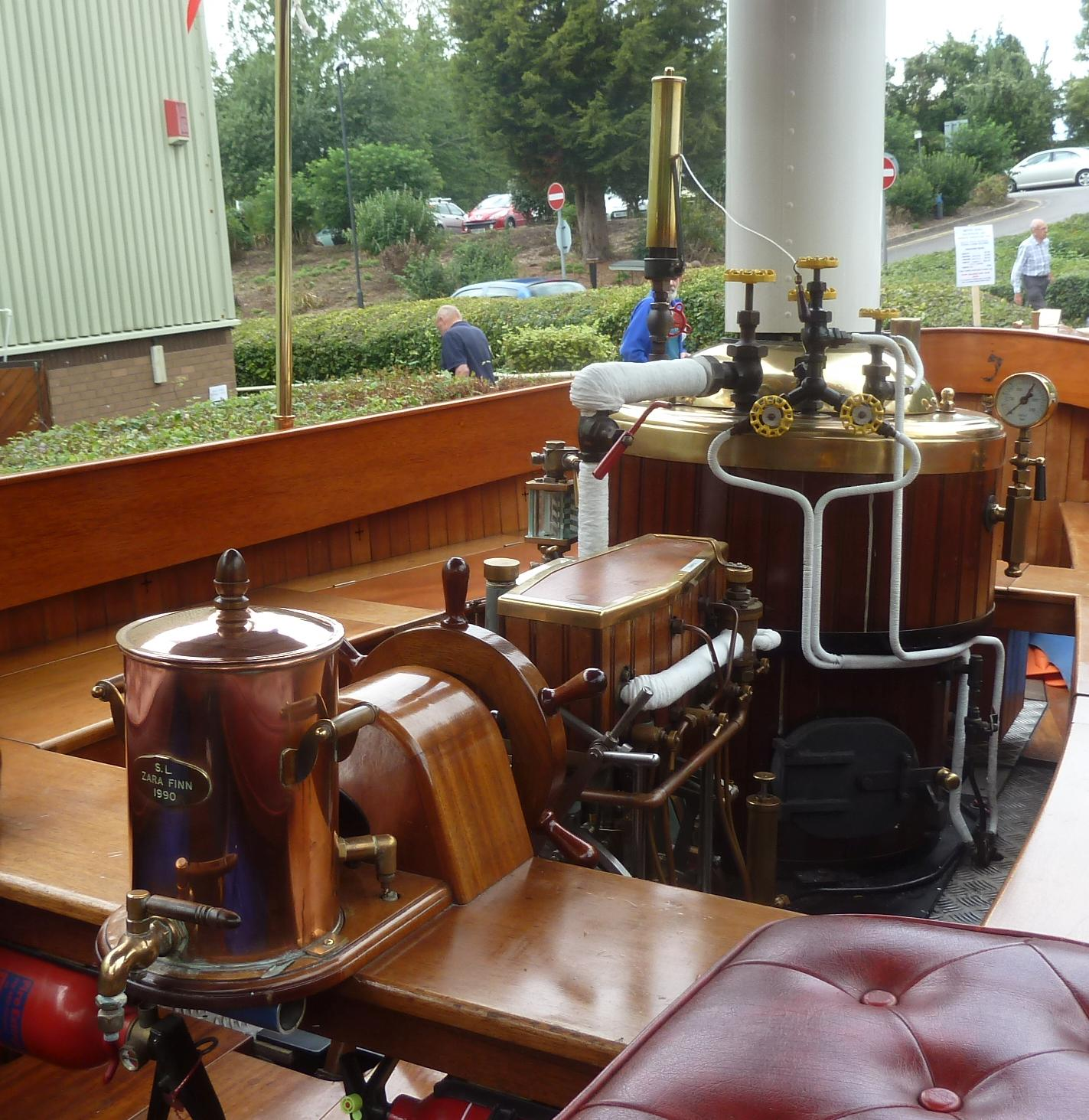
증기선 자라 핀, 왼쪽에 윈더미어 주전자

윈더미어 주전자 또는 윈더미어 케틀(Windermere kettle)은 일부 증기선에 설치된 증기로 작동되는 차 주전자 또는 사모바르의 한 형태이다. 이들은 몇 파인트의 물을 담는 금속 용기이다. 용기 내부에는 증기 가열 코일이 있다. 뜨겁거나 끓는 물이 필요할 때 밸브를 열고 보트의 추진용 보일러에서 나오는 증기가 코일을 통과하여 물을 가열한다. 배기는 편리하게 갑판 밖으로 나가거나 굴뚝으로 올라간다. 윈더미어 주전자는 빠르게 끓일 수 있으며 몇 초 만에 찻주전자 한 잔을 만들기에 충분한 물을 가열할 수 있다.
이 이름은 빅토리아 시대와 에드워드 시대에 잉글리시 레이크스의 호수인 윈더미어에서 증기선의 인기가 높았던 데서 유래했다. 이 증기선 중 많은 수가 이러한 주전자를 갖추고 있었다.

## 오해
- 사용되는 물은 용기에 별도로 추가되는 신선한 물이다. 이것은 응축된 증기가 아니며, 증기가 물과 섞이지 않는다. 보일러 증기에는 윤활유가 오염되어 있으며, 때로는 급수 처리를 위한 화학 물질이 포함되어 있으며, 절대 음용수가 아니다.
- 사용되는 물은 호수에서 끌어오는 것이 아니다. 윈더미어는 보일러 급수로 직접 사용될 정도로 깨끗한 물로 유명하지만,[5] 처리되지 않은 물을 마시는 것은 여전히 현명하지 않다고 여겨진다.